# 俄羅斯的琪拉·基里羅芙娜女大公
琪拉·基里洛芙娜（俄语：Кира Кирилловна，1909年5月9日—1967年9月8日），俄羅斯皇位覬覦者基里尔·弗拉基米洛维奇的女兒，母親是薩克森-科堡-哥達的維多利亞·梅麗塔。

## 家庭
1938年，琪拉·基里洛芙娜與普魯士的路易·斐迪南結婚，兩人共有4子3女：
1. 腓特烈·威廉（1939年—2015年）
2. 米夏埃爾（英语：Prince Michael of Prussia）（1940年—2014年）
3. 瑪麗·塞西莉（法语：Marie-Cécile de Prusse）（1942年出生）
4. 琪拉（英语：Princess Kira of Prussia）（1943年—2004年）
5. 路易·斐迪南（1944年—1977年）
6. 克里斯蒂安（俄语：Кристиан-Сигизмунд Прусский）（1946年出生）
7. 謝妮亞（1949年—1992年）